# Tersilochus lapponicus
Tersilochus lapponicus là một loài tò vò trong họ Ichneumonidae.